# Born in the U.S.A. Tour
Born in the U.S.A. Tour fue una gira del músico estadounidense Bruce Springsteen y The E Street Band. La gira, que sirvió como medio de promoción del álbum Born in the U.S.A., fue la más duradera de la carrera musical de Springsteen hasta la fecha, con 156 fechas en Norteamérica, Europa, Asia y Oceanía. Fue también la primera gira desde la promoción de Born to Run que no incluyó la presencia del guitarrista Steve Van Zandt, que decidió emprender una carrera en solitario tras participar en la grabación de Born in the U.S.A.. El músico fue reemplazado por Nils Lofgren, que desde entonces formó parte del núcleo de la E Street Band. La gira también fue la primera en incluir la presencia de la futura mujer de Springsteen, Patti Scialfa.
La gira comenzó en junio de 1984 en Estados Unidos con más de un centenar de conciertos durante su primera etapa. En marzo de 1985, Springsteen visitó Australia, Japón y Europa, antes de emprender una segunda etapa por Norteamérica en la que tocó en estadios de fútbol. Tras más de un año en la carretera, la gira finalizó en octubre de 1985 en Los Ángeles. 
La gira obtuvo un éxito comercial elevado: generó entre 80 y 90 millones de dólares de recaudación por la venta de entradas, de los cuales 34 millones procedieron de la segunda etapa norteamericana. Durante la gira, el álbum Born in the U.S.A. se mantuvo entre los diez primeros puestos de la lista estadounidense Billboard 200.

## Fechas
| Fecha                    | Ciudad                         | País                | Escenario                              |
| Norteamérica             | Norteamérica                   | Norteamérica        | Norteamérica                           |
| ------------------------ | ------------------------------ | ------------------- | -------------------------------------- |
| 29 de mayo de 1984       | Saint Paul, Minnesota          | Estados Unidos      | St. Paul Civic Center                  |
| 1 de julio de 1984       | Saint Paul, Minnesota          | Estados Unidos      | St. Paul Civic Center                  |
| 2 de julio de 1984       | Saint Paul, Minnesota          | Estados Unidos      | St. Paul Civic Center                  |
| 5 de julio de 1984       | Cincinnati, Ohio               | Estados Unidos      | Riverfront Coliseum                    |
| 6 de julio de 1984       | Cincinnati, Ohio               | Estados Unidos      | Riverfront Coliseum                    |
| 8 de julio de 1984       | Richfield, Ohio                | Estados Unidos      | Richfield Coliseum                     |
| 9 de julio de 1984       | Richfield, Ohio                | Estados Unidos      | Richfield Coliseum                     |
| 12 de julio de 1984      | East Troy, Wisconsin           | Estados Unidos      | Alpine Valley Music Theatre            |
| 13 de julio de 1984      | East Troy, Wisconsin           | Estados Unidos      | Alpine Valley Music Theatre            |
| 15 de julio de 1984      | Rosemont, Illinois             | Estados Unidos      | Rosemont Horizon                       |
| 17 de julio de 1984      | Rosemont, Illinois             | Estados Unidos      | Rosemont Horizon                       |
| 18 de julio de 1984      | Rosemont, Illinois             | Estados Unidos      | Rosemont Horizon                       |
| 21 de julio de 1984      | Montreal, Quebec               | Canadá              | Montreal Forum                         |
| 23 de julio de 1984      | Toronto, Ontario               | Canadá              | CNE Grandstand                         |
| 24 de julio de 1984      | Toronto, Ontario               | Canadá              | CNE Grandstand                         |
| 26 de julio de 1984      | Toronto, Ontario               | Canadá              | CNE Grandstand                         |
| 27 de julio de 1984      | Saratoga Springs, New York     | Estados Unidos      | Saratoga Performing Arts Center        |
| 30 de julio de 1984      | Detroit, Míchigan              | Estados Unidos      | Joe Louis Arena                        |
| 31 de julio de 1984      | Detroit, Míchigan              | Estados Unidos      | Joe Louis Arena                        |
| 5 de agosto de 1984      | East Rutherford, New Jersey    | Estados Unidos      | Brendan Byrne Arena                    |
| 6 de agosto de 1984      | East Rutherford, New Jersey    | Estados Unidos      | Brendan Byrne Arena                    |
| 8 de agosto de 1984      | East Rutherford, New Jersey    | Estados Unidos      | Brendan Byrne Arena                    |
| 9 de agosto de 1984      | East Rutherford, New Jersey    | Estados Unidos      | Brendan Byrne Arena                    |
| 11 de agosto de 1984     | East Rutherford, New Jersey    | Estados Unidos      | Brendan Byrne Arena                    |
| 12 de agosto de 1984     | East Rutherford, New Jersey    | Estados Unidos      | Brendan Byrne Arena                    |
| 16 de agosto de 1984     | East Rutherford, New Jersey    | Estados Unidos      | Brendan Byrne Arena                    |
| 17 de agosto de 1984     | East Rutherford, New Jersey    | Estados Unidos      | Brendan Byrne Arena                    |
| 19 de agosto de 1984     | East Rutherford, New Jersey    | Estados Unidos      | Brendan Byrne Arena                    |
| 20 de agosto de 1984     | East Rutherford, New Jersey    | Estados Unidos      | Brendan Byrne Arena                    |
| 25 de agosto de 1984     | Landover, Maryland             | Estados Unidos      | Capital Centre                         |
| 26 de agosto de 1984     | Landover, Maryland             | Estados Unidos      | Capital Centre                         |
| 28 de agosto de 1984     | Landover, Maryland             | Estados Unidos      | Capital Centre                         |
| 29 de agosto de 1984     | Landover, Maryland             | Estados Unidos      | Capital Centre                         |
| 4 de septiembre de 1984  | Worcester, Massachusetts       | Estados Unidos      | Worcester Centrum                      |
| 5 de septiembre de 1984  | Worcester, Massachusetts       | Estados Unidos      | Worcester Centrum                      |
| 7 de septiembre de 1984  | Hartford, Connecticut          | Estados Unidos      | Hartford Civic Center                  |
| 8 de septiembre de 1984  | Hartford, Connecticut          | Estados Unidos      | Hartford Civic Center                  |
| 11 de septiembre de 1984 | Filadelfia, Pensilvania        | Estados Unidos      | The Spectrum                           |
| 12 de septiembre de 1984 | Filadelfia, Pensilvania        | Estados Unidos      | The Spectrum                           |
| 14 de septiembre de 1984 | Filadelfia, Pensilvania        | Estados Unidos      | The Spectrum                           |
| 15 de septiembre de 1984 | Filadelfia, Pensilvania        | Estados Unidos      | The Spectrum                           |
| 17 de septiembre de 1984 | Filadelfia, Pensilvania        | Estados Unidos      | The Spectrum                           |
| 18 de septiembre de 1984 | Filadelfia, Pensilvania        | Estados Unidos      | The Spectrum                           |
| 21 de septiembre de 1984 | Pittsburgh, Pensilvania        | Estados Unidos      | Civic Arena                            |
| 22 de septiembre de 1984 | Pittsburgh, Pensilvania        | Estados Unidos      | Civic Arena                            |
| 24 de septiembre de 1984 | Buffalo, New York              | Estados Unidos      | Buffalo Memorial Auditorium            |
| 25 de septiembre de 1984 | Buffalo, New York              | Estados Unidos      | Buffalo Memorial Auditorium            |
| 15 de octubre de 1984    | Vancouver                      | Canadá              | Pacific Coliseum                       |
| 17 de octubre de 1984    | Tacoma, Washington             | Estados Unidos      | Tacoma Dome                            |
| 19 de octubre de 1984    | Tacoma, Washington             | Estados Unidos      | Tacoma Dome                            |
| 21 de octubre de 1984    | Oakland, California            | Estados Unidos      | Oakland-Alameda County Coliseum        |
| 22 de octubre de 1984    | Oakland, California            | Estados Unidos      | Oakland-Alameda County Coliseum        |
| 25 de octubre de 1984    | Los Ángeles, California        | Estados Unidos      | Los Angeles Sports Arena               |
| 26 de octubre de 1984    | Los Ángeles, California        | Estados Unidos      | Los Angeles Sports Arena               |
| 28 de octubre de 1984    | Los Ángeles, California        | Estados Unidos      | Los Angeles Sports Arena               |
| 29 de octubre de 1984    | Los Ángeles, California        | Estados Unidos      | Los Angeles Sports Arena               |
| 31 de octubre de 1984    | Los Ángeles, California        | Estados Unidos      | Los Angeles Sports Arena               |
| 2 de noviembre de 1984   | Los Ángeles, California        | Estados Unidos      | Los Angeles Sports Arena               |
| 4 de noviembre de 1984   | Los Ángeles, California        | Estados Unidos      | Los Angeles Sports Arena               |
| 8 de noviembre de 1984   | Tempe, Arizona                 | Estados Unidos      | Wells Fargo Arena                      |
| 11 de noviembre de 1984  | Denver, Colorado               | Estados Unidos      | McNichols Sports Arena                 |
| 12 de noviembre de 1984  | Denver, Colorado               | Estados Unidos      | McNichols Sports Arena                 |
| 15 de noviembre de 1984  | San Luis, Misuri               | Estados Unidos      | St. Louis Arena                        |
| 16 de noviembre de 1984  | Ames, Iowa                     | Estados Unidos      | Hilton Coliseum                        |
| 18 de noviembre de 1984  | Lincoln, Nebraska              | Estados Unidos      | Bob Devaney Sports Center              |
| 19 de noviembre de 1984  | Kansas City, Misuri            | Estados Unidos      | Kemper Arena                           |
| 23 de noviembre de 1984  | Austin, Texas                  | Estados Unidos      | Frank Erwin Center                     |
| 25 de noviembre de 1984  | Dallas, Texas                  | Estados Unidos      | Reunion Arena                          |
| 26 de noviembre de 1984  | Dallas, Texas                  | Estados Unidos      | Reunion Arena                          |
| 29 de noviembre de 1984  | Houston, Texas                 | Estados Unidos      | The Summit                             |
| 30 de noviembre de 1984  | Houston, Texas                 | Estados Unidos      | The Summit                             |
| 2 de diciembre de 1984   | Baton Rouge, Luisiana          | Estados Unidos      | LSU Assembly Center                    |
| 6 de diciembre de 1984   | Birmingham, Alabama            | Estados Unidos      | Birmingham-Jefferson Convention Center |
| 7 de diciembre de 1984   | Tallahassee, Florida           | Estados Unidos      | Leon County Civic Center               |
| 9 de diciembre de 1984   | Murfreesboro, Tennessee        | Estados Unidos      | Murphy Center                          |
| 11 de diciembre de 1984  | Lexington, Kentucky            | Estados Unidos      | Rupp Arena                             |
| 13 de diciembre de 1984  | Memphis, Tennessee             | Estados Unidos      | Mid-South Coliseum                     |
| 14 de diciembre de 1984  | Memphis, Tennessee             | Estados Unidos      | Mid-South Coliseum                     |
| 16 de diciembre de 1984  | Atlanta, Georgia               | Estados Unidos      | The Omni                               |
| 17 de diciembre de 1984  | Atlanta, Georgia               | Estados Unidos      | The Omni                               |
| 4 de enero de 1985       | Hampton, Virginia              | Estados Unidos      | Hampton Coliseum                       |
| 5 de enero de 1985       | Hampton, Virginia              | Estados Unidos      | Hampton Coliseum                       |
| 7 de enero de 1985       | Indianápolis, Indiana          | Estados Unidos      | Market Square Arena                    |
| 8de enero de 1985        | Indianápolis, Indiana          | Estados Unidos      | Market Square Arena                    |
| 10 de enero de 1985      | Louisville, Kentucky           | Estados Unidos      | Freedom Hall                           |
| 13 de enero de 1985      | Columbia, Carolina del Sur     | Estados Unidos      | Carolina Coliseum                      |
| 15 de enero de 1985      | Charlotte, Carolina del Norte  | Estados Unidos      | Charlotte Coliseum                     |
| 16 de enero de 1985      | Charlotte, Carolina del Norte  | Estados Unidos      | Charlotte Coliseum                     |
| 18 de enero de 1985      | Greensboro, Carolina del Norte | Estados Unidos      | Greensboro Coliseum                    |
| 19 de enero de 1985      | Greensboro, Carolina del Norte | Estados Unidos      | Greensboro Coliseum                    |
| 23 de enero de 1985      | Providence, Rhode Island       | Estados Unidos      | Providence Civic Center                |
| 24 de enero de 1985      | Providence, Rhode Island       | Estados Unidos      | Providence Civic Center                |
| 26 de enero de 1985      | Syracuse, New York             | Estados Unidos      | Carrier Dome                           |
| 27 de enero de 1985      | Syracuse, New York             | Estados Unidos      | Carrier Dome                           |
| Asia / Australia         |                                |                     |                                        |
| 21 de marzo de 1985      | Sídney                         | Australia           | Sídney Entertainment Centre            |
| 23 de marzo de 1985      | Sídney                         | Australia           | Sídney Entertainment Centre            |
| 24 de marzo de 1985      | Sídney                         | Australia           | Sídney Entertainment Centre            |
| 27 de marzo de 1985      | Sídney                         | Australia           | Sídney Entertainment Centre            |
| 28 de marzo de 1985      | Sídney                         | Australia           | Sídney Entertainment Centre            |
| 31 de marzo de 1985      | Brisbane                       | Australia           | Queen Elizabeth II Stadium             |
| 3 de abril de 1985       | Melbourne                      | Australia           | Royal Melbourne Showgrounds            |
| 4 de abril de 1985       | Melbourne                      | Australia           | Royal Melbourne Showgrounds            |
| 10 de abril de 1985      | Tokio                          | Japón               | Yoyogi National Gymnasium              |
| 11 de abril de 1985      | Tokio                          | Japón               | Yoyogi National Gymnasium              |
| 13 de abril de 1985      | Tokio                          | Japón               | Yoyogi National Gymnasium              |
| 15 de abril de 1985      | Tokio                          | Japón               | Yoyogi National Gymnasium              |
| 16 de abril de 1985      | Tokio                          | Japón               | Yoyogi National Gymnasium              |
| 19 de abril de 1985      | Kioto                          | Japón               | Kyoto Furitsu Taiikukan                |
| 22 de abril de 1985      | Osaka                          | Japón               | Osaka-jo Hall                          |
| 23 de abril de 1985      | Osaka                          | Japón               | Osaka-jo Hall                          |
| Europa                   |                                |                     |                                        |
| 1 de junio de 1985       | Meath                          | Irlanda             | Slane Castle                           |
| 4 de junio de 1985       | Newcastle                      | Reino Unido         | St. James' Park                        |
| 5 de junio de 1985       | Newcastle                      | Reino Unido         | St. James' Park                        |
| 8 de junio de 1985       | Gothenburg                     | Suecia              | Ullevi Stadium                         |
| 9 de junio de 1985       | Gothenburg                     | Suecia              | Ullevi Stadium                         |
| 12 de junio de 1985      | Róterdam                       | Países Bajos        | Feijenoord Stadium                     |
| 13 de junio de 1985      | Róterdam                       | Países Bajos        | Feijenoord Stadium                     |
| 15 de junio de 1985      | Frankfurt                      | Alemania Occidental | Waldstadion                            |
| 18 de junio de 1985      | Múnich                         | Alemania Occidental | Olympiastadion                         |
| 21 de junio de 1985      | Milán                          | Italia              | San Siro                               |
| 23 de junio de 1985      | Montpellier                    | Francia             | Stade Richter                          |
| 25 de junio de 1985      | St. Etienne                    | Francia             | Stade Geoffroy-Guichard                |
| 29 de junio de 1985      | París                          | Francia             | Parc de La Courneuve                   |
| 30 de junio de 1985      | París                          | Francia             | Parc de La Courneuve                   |
| 3 de julio de 1985       | Londres                        | Reino Unido         | Wembley Stadium                        |
| 4 de julio de 1985       | Londres                        | Reino Unido         | Wembley Stadium                        |
| 6 de julio de 1985       | Londres                        | Reino Unido         | Wembley Stadium                        |
| 7 de julio de 1985       | Leeds                          | Reino Unido         | Roundhay Park                          |
| Norteamérica             |                                |                     |                                        |
| 5 de agosto de 1985      | Washington D. C.               | Estados Unidos      | Robert F. Kennedy Stadium              |
| 7 de agosto de 1985      | Cleveland, Ohio                | Estados Unidos      | Cleveland Municipal Stadium            |
| 9 de agosto de 1985      | Chicago, Illinois              | Estados Unidos      | Soldier Field                          |
| 11 de agosto de 1985     | Pittsburgh, Pensilvania        | Estados Unidos      | Three Rivers Stadium                   |
| 14 de agosto de 1985     | Filadelfia, Pensilvania        | Estados Unidos      | Veterans Stadium                       |
| 15 de agosto de 1985     | Filadelfia, Pensilvania        | Estados Unidos      | Veterans Stadium                       |
| 18 de agosto de 1985     | East Rutherford, Nueva Jersey  | Estados Unidos      | Giants Stadium                         |
| 19 de agosto de 1985     | East Rutherford, Nueva Jersey  | Estados Unidos      | Giants Stadium                         |
| 21 de agosto de 1985     | East Rutherford, Nueva Jersey  | Estados Unidos      | Giants Stadium                         |
| 22 de agosto de 1985     | East Rutherford, Nueva Jersey  | Estados Unidos      | Giants Stadium                         |
| 26 de agosto de 1985     | Toronto, Ontario               | Canadá              | Exhibition Stadium                     |
| 27 de agosto de 1985     | Toronto, Ontario               | Canadá              | Exhibition Stadium                     |
| 31 de agosto de 1985     | East Rutherford, Nueva Jersey  | Estados Unidos      | Giants Stadium                         |
| 1 de septiembre de 1985  | East Rutherford, Nueva Jersey  | Estados Unidos      | Giants Stadium                         |
| 4 de septiembre de 1985  | Pontiac, Míchigan              | Estados Unidos      | Pontiac Silverdome                     |
| 6 de septiembre de 1985  | Indianápolis, Indiana          | Estados Unidos      | Hoosier Dome                           |
| 9 de septiembre de 1985  | Miami, Florida                 | Estados Unidos      | Orange Bowl Stadium                    |
| 10 de septiembre de 1985 | Miami, Florida                 | Estados Unidos      | Orange Bowl Stadium                    |
| 13 de septiembre de 1985 | Dallas, Texas                  | Estados Unidos      | Cotton Bowl                            |
| 14 de septiembre de 1985 | Dallas, Texas                  | Estados Unidos      | Cotton Bowl                            |
| 18 de septiembre de 1985 | Oakland, California            | Estados Unidos      | Oakland-Alameda Coliseum               |
| 19 de septiembre de 1985 | Oakland, California            | Estados Unidos      | Oakland-Alameda Coliseum               |
| 23 de septiembre de 1985 | Denver, Colorado               | Estados Unidos      | Mile High Stadium                      |
| 24 de septiembre de 1985 | Denver, Colorado               | Estados Unidos      | Mile High Stadium                      |
| 27 de septiembre de 1985 | Los Ángeles, California        | Estados Unidos      | Los Angeles Memorial Coliseum          |
| 29 de septiembre de 1985 | Los Ángeles, California        | Estados Unidos      | Los Angeles Memorial Coliseum          |
| 30 de septiembre de 1985 | Los Ángeles, California        | Estados Unidos      | Los Angeles Memorial Coliseum          |
| 2 de octubre de 1985     | Los Ángeles, California        | Estados Unidos      | Los Angeles Memorial Coliseum          |

## Canciones
Fuentes:

## Personal
- Bruce Springsteen: voz, guitarra y armónica
- The E Street Band:
  - Roy Bittan: piano, sintetizador y coros
  - Clarence Clemons: saxofón, percusión y coros
  - Danny Federici: órgano, glockenspiel, sintetizador y piano
  - Nils Lofgren: guitarra y coros
  - Patti Scialfa: sintetizador, pandereta y coros
  - Garry Tallent: bajo
  - Max Weinberg: batería

Artistas invitados
- Courteney Cox (6/29/84)
- J.T. Bowan (8/9/84)
- John Entwistle (8/11/84)
- Southside Johnny (8/12/84)
- Steven Van Zandt (8/20/84, 12/14/84, 12/16/84, 12/17/84, 7/3/85, 7/4/85, 7/6/85, 7/7/85)
- The Miami Horns (8/20/84, 9/14/84)
- Pamela Springsteen (10/22/84)
- Gary U.S. Bonds (1/18/85)
- Robbin Thompson (1/18/85)
- Eric Clapton (6/1/85)
- Pete Townshend (6/1/85)
- Jon Landau (9/29/85, 10/2/85)
- Julianne Philips (10/2/85)